# Chambord (Eure)
Pour les articles homonymes, voir Chambord.
Chambord est une commune française située dans le département de l'Eure en région Normandie.

## Géographie

### Localisation
| La Haye-Saint-Sylvestre                                   |                                                           | Bois-Anzeray                          |
| La Ferté-en-Ouche (comm. dél. de Couvains) (Orne)         | Chambord                                                  | Bois-Normand-près-Lyre Les Bottereaux |
| La Ferté-en-Ouche (comm. dél. de Glos-la-Ferrière) (Orne) | La Ferté-en-Ouche (comm. dél. de Glos-la-Ferrière) (Orne) |                                       |

### Hydrographie
La commune est située dans le bassin Seine-Normandie. Elle est drainée par le Vernet et le fossé 01 de la commune de Chambord,,.
Le Vernet, d'une longueur de 27 km, prend sa source dans la commune de La Ferté-en-Ouche et se jette  dans la Risle à La Vieille-Lyre, après avoir traversé huit communes.

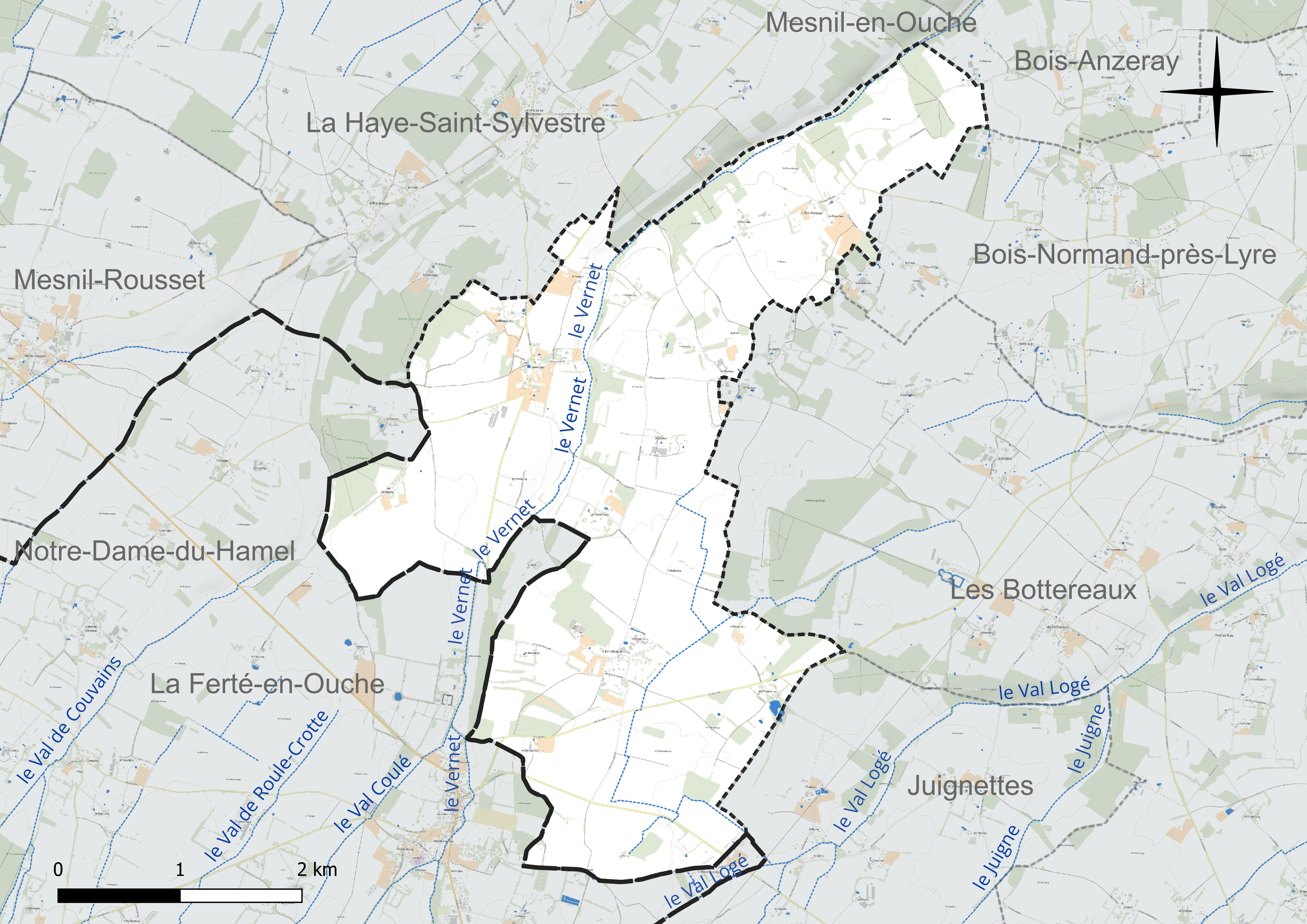
Réseau hydrographique de Chambord.

### Climat
Pour des articles plus généraux, voir Climat de la Normandie et Climat de l'Eure.
En 2010, le climat de la commune est de type climat océanique dégradé des plaines du Centre et du Nord, selon une étude du CNRS s'appuyant sur une série de données couvrant la période 1971-2000. En 2020, Météo-France publie une typologie des climats de la France métropolitaine dans laquelle la commune est exposée à un climat océanique et est dans une zone de transition entre les régions climatiques « Côtes de la Manche orientale » et « Normandie (Cotentin, Orne) ». Parallèlement le GIEC normand, un groupe régional d’experts sur le climat, différencie quant à lui, dans une étude de 2020, trois grands types de climats pour la région Normandie, nuancés à une échelle plus fine par les facteurs géographiques locaux. La commune est, selon ce zonage, exposée à un « climat des plateaux abrités », correspondant aux plaines agricoles de l’Eure, avec une pluviométrie beaucoup plus faible que dans la plaine de Caen en raison du double effet d’abri provoqué par les collines du Bocage normand et par celles qui s’étendent sur un axe du Pays d'Auge au Perche.
Pour la période 1971-2000, la température annuelle moyenne est de 9,9 °C, avec  une amplitude thermique annuelle de 13,9 °C. Le cumul annuel moyen de précipitations est de 791 mm, avec 12,4 jours de précipitations en janvier et 8,2 jours en juillet. Pour la période 1991-2020, la température moyenne annuelle observée sur la station météorologique la plus proche, située sur la commune des Bottereaux à 5 km à vol d'oiseau, est de 10,8 °C et le cumul annuel moyen de précipitations est de 736,5 mm,. Pour l'avenir, les paramètres climatiques de la commune estimés pour 2050 selon différents scénarios d’émission de gaz à effet de serre sont consultables sur un site dédié publié par Météo-France en novembre 2022.

## Urbanisme

### Typologie
Au 1er janvier 2024, Chambord est catégorisée commune rurale à habitat très dispersé, selon la nouvelle grille communale de densité à 7 niveaux définie par l'Insee en 2022.
Elle est située hors unité urbaine et hors attraction des villes,.

### Occupation des sols
L'occupation des sols de la commune, telle qu'elle ressort de la base de données européenne d’occupation biophysique des sols Corine Land Cover (CLC), est marquée par l'importance des territoires agricoles (93,3 % en 2018), une proportion identique à celle de 1990 (93,3 %). La répartition détaillée en 2018 est la suivante : 
terres arables (67,9 %), zones agricoles hétérogènes (18,8 %), forêts (6,7 %), prairies (6,6 %). L'évolution de l’occupation des sols de la commune et de ses infrastructures peut être observée sur les différentes représentations cartographiques du territoire : la carte de Cassini (XVIIIe siècle), la carte d'état-major (1820-1866) et les cartes ou photos aériennes de l'IGN pour la période actuelle (1950 à aujourd'hui).

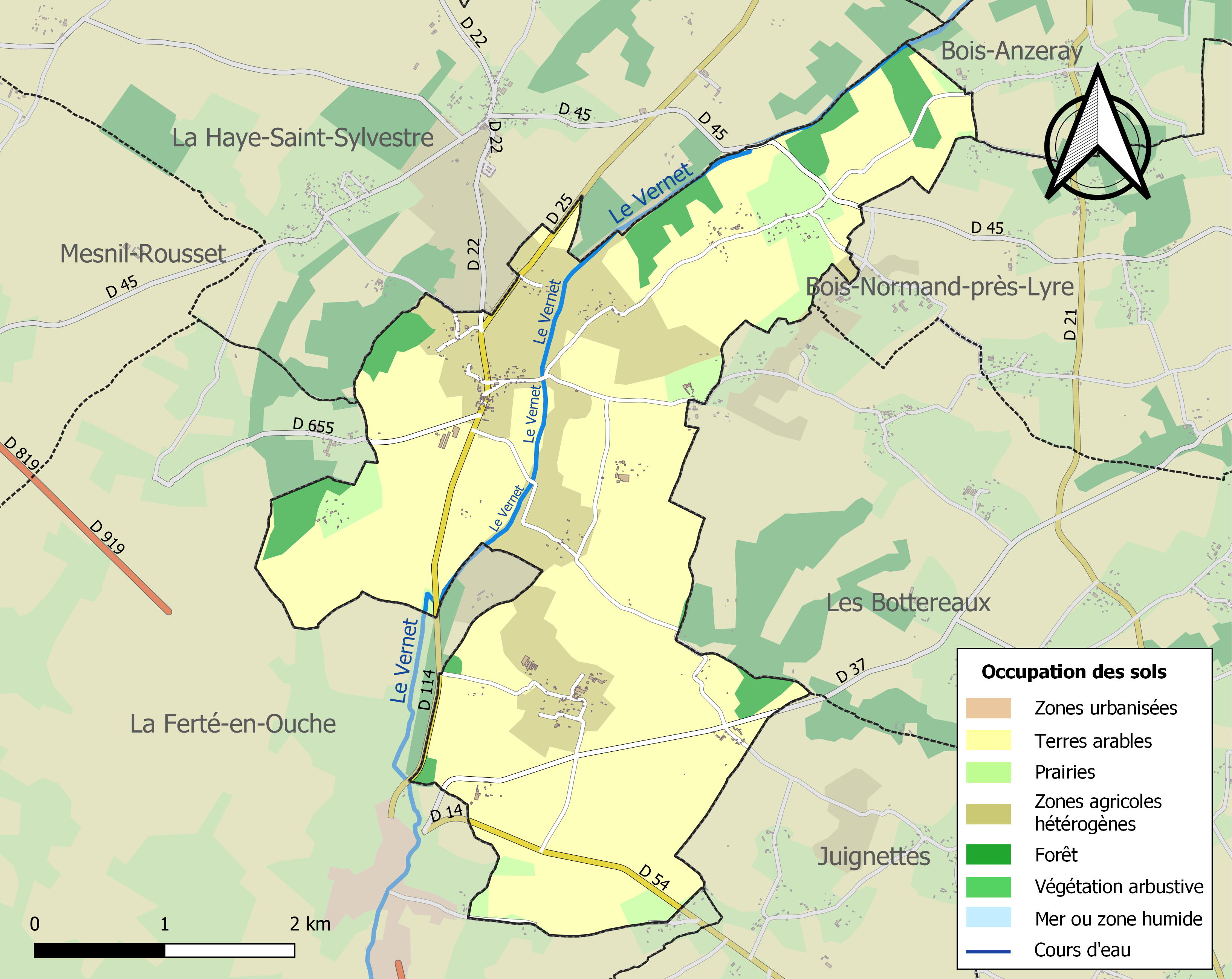
Carte des infrastructures et de l'occupation des sols de la commune en 2018 (CLC).

## Toponymie
Le nom de la localité est attesté sous les formes Chambord entre 1192 et 1201, Chambor en 1277 (cartulaire de Lyre).
La terminaison -or- est fréquemment attestée dans la toponymie et est souvent issue du gaulois -ritu signifiant « gué ». On la rencontre souvent dans l'Eure, comme dans Gisors ou Lisors.

Le premier élément est le Gaulois cambo signifiant « courbe, méandre ». D'où le sens général de « gué du méandre ».
L'explication traditionnelle de Chambord « gué du méandre » ou « gué près de la courbe », par le gaulois cambo-ritum, étendue avec quelque hésitation à notre Chambord par Albert Dauzat et Charles Rostaing, ne saurait être invoquée ici, vu l'absence totale de cours d'eau dans la localité, mais l'appellation a dû désigner le gué d'un petit ru qui a, peut-être, aujourd'hui disparu dans le sous-sol essentiellement perméable. Peut-être ne s'agit-il tout simplement que d'un composé de « champ » et d'un deuxième élément obscur, éventuellement un nom  d'homme.

## Histoire
Les communes du Bois-Penthou et de Bois-Maillard lui sont rattachées en 1842.

## Politique et administration
| Période                                  | Période  | Identité     | Étiquette | Qualité |
| ---------------------------------------- | -------- | ------------ | --------- | ------- |
| mars 2001                                | en cours | Rémi Rivière |           |         |
| Les données manquantes sont à compléter. |          |              |           |         |

## Démographie
L'évolution du nombre d'habitants est connue à travers les recensements de la population effectués dans la commune depuis 1793. Pour les communes de moins de 10 000 habitants, une enquête de recensement portant sur toute la population est réalisée tous les cinq ans, les populations de référence des années intermédiaires étant quant à elles estimées par interpolation ou extrapolation. Pour la commune, le premier recensement exhaustif entrant dans le cadre du nouveau dispositif a été réalisé en 2008.

En 2022, la commune comptait 172 habitants, en évolution de +10,26 % par rapport à 2016 (Eure : −0,25 %, France hors Mayotte : +2,11 %).
| 1793 | 1800 | 1806 | 1821 | 1831 | 1836 | 1841 | 1846 | 1851 |
| ---- | ---- | ---- | ---- | ---- | ---- | ---- | ---- | ---- |
| 300  | 298  | 347  | 358  | 376  | 371  | 352  | 474  | 443  |

| 1856 | 1861 | 1866 | 1872 | 1876 | 1881 | 1886 | 1891 | 1896 |
| ---- | ---- | ---- | ---- | ---- | ---- | ---- | ---- | ---- |
| 402  | 398  | 389  | 345  | 365  | 342  | 318  | 290  | 299  |

| 1901 | 1906 | 1911 | 1921 | 1926 | 1931 | 1936 | 1946 | 1954 |
| ---- | ---- | ---- | ---- | ---- | ---- | ---- | ---- | ---- |
| 290  | 267  | 251  | 234  | 264  | 259  | 244  | 278  | 275  |

| 1962 | 1968 | 1975 | 1982 | 1990 | 1999 | 2006 | 2008 | 2013 |
| ---- | ---- | ---- | ---- | ---- | ---- | ---- | ---- | ---- |
| 313  | 281  | 210  | 172  | 158  | 194  | 176  | 171  | 154  |

| 2018 | 2022 | - | - | - | - | - | - | - |
| ---- | ---- | - | - | - | - | - | - | - |
| 170  | 172  | - | - | - | - | - | - | - |

## Culture locale et patrimoine
- Église Saint-Martin
- Ruines de l'église Saint-Ouen de Bois-Penthou
- Église Notre-Dame de Bois-Maillard

## Héraldique
| Blason de Chambord | Blason  | Tiercé en pairle renversé: au 1 d'azur à une rose des jardins d'or, au 2 de sinople à une épée d'argent renversée posée en bande et férue dans un manteau d'or, au 3 d'argent à un dragon de gueules; le tout au chef de gueules chargé d'un léopard d'or armé et lampassé d'azur . |
| Blason de Chambord | Détails | Le léopard d'or rappelle les armoiries de la Normandie. Créé par JF Binon. Site Facebook de la commune, 2025. |